# Antony Hermus
 (mai 2019).
Antony Hermus est un chef d'orchestre néerlandais.

## Carrière
Antony Hermus a commencé à jouer du piano à l'âge de six ans et a été formé au Conservatoire Fontys de Tilbourg. Il a étudié le piano auprès de Jacques de Tiège et la direction d’orchestre auprès de Jac van Steen et Georg Fritzsch. À 29 ans Antony Hermus est nommé directeur musical général de la ville de Hagen, Allemagne, et en 2009 a été nommé directeur musical général du Théâtre de Saxe-Anhalt, à Dessau, ainsi que directeur musical attitré de la Philharmonie de Saxe-Anhalt. En 2011, 2011, et 2012, il a été nommé Chef d’Orchestre de l’Année, décerné par le magazine Opernwelt et le quotidien Die Welt. Entre 2012 et 2015 il y dirige la tétralogie de Richard Wagner et a été nommé Chef d’Orchestre d’Honneur de la Philharmonie de Saxe-Anhalt,.
Chef d'orchestre généraliste, Antony Hermus a un répertoire de plus de 200 symphonies et une quarantaine d'opéras, mettant l'accent surtout sur la période romantique, mais aussi dirigeants des œuvres contemporaines.
Actuellement, Antony Hermus dirige régulièrement l’Orchestre Philharmonique de la Radio, le  Noord Nederlands Orkest, où il est chef d’orchestre invité permanent, le HET Symfonieorkest, le Gelders Orkest et le Residentieorkest, aux Pays-Bas, et il a travaillé avec les plus grands orchestres du monde, tels le Rotterdam Philharmonisch Orkest, le Royal Concertgebouw Orchestra, Philharmonia Orchestra London, le Residentieorkest La Haye, l’Orchestre Philharmonique de Séoul, le Nederlandse Reisopera, l’Opéra de Göteborg, l’Orchestre de l’Opéra de Rouen, l’Orchestre Philharmonique Royal de Flandre, le Royal Philharmonic Orchestra, BBC Scottisch Symphony, Melbourne Symphony et l'Orchestre national du Belgique, l'Opéra du Rhin, Orchestre Philharmonique de Strasbourg et Orchestre National Ile-de-France.
En dirigeant d'opéra, il a été invite au Nationale Reisopera, l'Opéra national de Paris, le Oper Stuttgart et le Komische Oper Berlin entre autres.

## Enregistrements
Antony Hermus a réalisé plusieurs enregistrements pour la maison de disques CPO, avec des symphonies de Hausegger, Diepenbrock, Klughardt et Wagenaar, ainsi qu'un enregistrement de l'opéra de Auber, La Muette de Portici.